# Edinburgh hercege
Edinburgh hercege Skócia fővárosáról, Edinburgh-ról kapta a nevét, főnemesi cím, amelyet 1726 óta négyszer hoztak létre a brit királyi család tagjai számára. A cím nem jár területi birtokokkal, és nem biztosít bevételt a cím birtokosa számára.
A címet jelenleg Eduárd edinburgh-i herceg viseli. Ő 2023-ban, 59. születésnapján kapta meg a hercegi címet az uralkodótól, egyben legidősebb bátyjától, III. Károly brit királytól. A hercegséget korábban az apjuknak, Philip Mountbattennek adományozták azon a napon, amikor feleségül vette Erzsébet hercegnőt, a későbbi II. Erzsébet brit királynőt. Fülöp halálával a címet Károly örökölte és birtokolta egészen addig, amíg Erzsébet halálával király nem lett, ekkor a cím visszaszállt a koronára.

## 1726-os létrehozás
A címet először a Nagy-Britannia főrendjében hozta létre 1726. július 26-án I. György brit király, aki unokájának, Frigyesnek adományozta, aki 1728-ban walesi herceggé vált. Az Edinburgh hercege cím mellékcímei: Ely szigetének márkija, Eltham grófja (Kent megyében), Launceston vikomtja (Cornwall megyében) és Snowdon bárója (Caernarvon megyében), mindegyik Nagy-Britannia nemességéhez tartozott. Frigyes halálakor a címeket fia, György herceg örökölte. Amikor György herceg 1760-ban III. György brit királlyá vált, a címek egyesültek a koronával, és megszűntek.

## 1866-os létrehozás
Viktória királynő újból létrehozta a címet 1866. május 24-én az Egyesült Királyság főrendjében második fia, Alfréd herceg számára, a hagyományosan a király másodszülött fiának járó York hercege cím helyett. Az Edinburgh hercege cím mellékcímei: Kent grófja és Ulster grófja voltak, szintén az Egyesült Királyság főrendjében. Amikor Albert 1893-ban megkapta a Szász–Coburg–Gotha hercege címet, megtartotta brit címeit is. Egyetlen, életben maradt fia, a születését túlélő Albert, Coburg és Gotha örökös hercege 1899-ben öngyilkosságot követett el, így az Edinburgh hercegség és a hozzá kapcsolódó címek 1900-ban, Albert idősebb herceg halálával kihaltak.

## 1947-es létrehozás
A címet harmadszor VI. György brit király hozta létre 1947. november 19-én leendő vejének, Fülöp (Philip) Mountbattennek,  amikor feleségül vette Erzsébet hercegnőt. Ezt követően Erzsébet „Ő Királyi Fensége, Erzsébet hercegnő, Edinburgh hercegnéje” megszólítást viselte 1952-es trónra lépéséig. A hercegi címhez tartozó mellékcímek: Merioneth grófja és Greenwich bárója (London megyében), mindegyik az Egyesült Királyság főrendjéhez tartozott. Az év elején Fülöp lemondott görög és dán királyi címeiről (görög és dán hercegként született, mivel I. György görög király fiúági unokája és IX. Keresztély dán király fiúági dédunokája volt), valamint a görög trónhoz fűződő jogairól. 1957-ben Fülöp az Egyesült Királyság hercege lett.
Fülöp 2021. április 9-i halála után legidősebb fia, Károly, walesi herceg örökölte valamennyi örökletes címét. Károly 2022. szeptember 8-i trónra lépésével a nemesi címek visszaszálltak a koronára, és megszűntek.

## 2023-as létrehozás
1999-ben, az esküvője idején bejelentették, hogy Eduárd királyi herceg megkapja az Edinburgh hercege címet. Az ötlet Fülöp hercegtől származott, aki váratlanul közölte kívánságát Eduárddal és menyasszonyával, Sophie Rhys-Jones-szal mindössze napokkal az esküvő előtt. Eduárd, aki akkoriban a hetedik helyen állt a trónöröklési sorrendben, arra számított, hogy a hercegi címet idősebb bátyja, András herceg kapja majd.
Fülöp herceg 2021 áprilisában hunyt el, és a hercegi címét legidősebb fia, Károly herceg örökölte. Károly királlyá válása során a cím „egyesült a koronával”.
A hercegi címet Eduárd hercegnek adományozták 59. születésnapja alkalmából, 2023. március 10-én. A herceg 2023 júniusában úgy nyilatkozott, hogy „ez apám álmának megvalósulása”. Ez a negyedik létrehozás azonban életre szóló cím. Így Eduárd fia, Jakab nem örökli majd a hercegi címet, de örökli apja többi címét, az Essex grófját (alcím: Severn vikomt) és Forfar grófja. Ez lehetőséget ad Károlynak arra, hogy teljesítse apja kívánságát, valamint elismerje öccse és sógornője érdemeit, miközben lehetővé teszi a trónörökös Vilmos herceg számára, hogy később saját gyermekei egyikének adományozza a címet. 2022 novemberében, röviddel III. Károly trónra lépése után felmerült, hogy a Buckingham-palota esetleg Károly unokájának, Sarolta brit királyi hercegnő  tartogatja az Edinburgh hercege címet, elismerve ezzel magas helyét az öröklési sorrendben és azt a tényt, hogy ő az első női családtag, akinek öröklési pozícióját egy fiatalabb fiútestvér nem előzheti meg.

## Hercegek adatai
| Herceg | Portré                   | Született                                                                                           | Házasság(ok)                                                                    | Meghalt                                            |
| --- | ------------------------ | --------------------------------------------------------------------------------------------------- | ------------------------------------------------------------------------------- | -------------------------------------------------- |
| Frederick1726–1751 Walesi herceg (1728), Cornwall hercege (1727), Rothesay hercege (1727)                                                                    | Frederick királyi herceg | 1707. február 1. Leineschloss, Hannover II. György és Ansbachi Karolina brit királyné fia           | Augusta of Saxe-Gotha hercegnő 1736. április 17. 9 gyerek                       | 1751. március 31. Leicester ház, London 44 évesen  |
| György herceg 1751–1760 Walesi herceg | Prince George            | 1738. június 4. Norfolk ház, London Frederick walesi herceg és Augusta of Saxe-Gotha hercegnő fia   | Charlotte of Mecklenburg-Strelitz hercegnő 1761. szeptember 8. 15 gyerek        | 1820. január 29. Windsori kastély 81 évesen        |
| György herceg 1760-ban nagyapja, II. György brit király halálakor III. György brit király néven trónra lépett és címei beolvadtak a koronába                 |                          | |                                                                                 |                                                    |
| Alfréd herceg Szász–Coburg–Gothai-ház 1866–1900 also Saxe-Coburg és Gotha hercege (1893)                                                                     | Prince Alfred            | 1844. augusztus 6. Windsori kastély Viktória brit királynő és Albert szász–coburg–gothai herceg fia | Marija Alekszandrovna Romanova orosz nagyhercegnő 1874. január 23. 6 gyerek     | 1900. július 30. Rosenau kastély, Coburg 55 évesen |
| Alfréd hercegnek és Mária nagyhercegnőnek két fia volt, az egyik halva született, a másik pedig korábban halt meg, mint ő, így halálával minden címe kihalt. |                          | |                                                                                 |                                                    |
| Fülöp herceg Mountbatten család/ Glücksburg-ház 1947–2021 | Prince Philip            | 1921. június 10. Mon Repos, Korfu András görög királyi herceg és Aliz battenbergi hercegnő fia      | Erzsébet királyi hercegnő 1947. november 20. 4 gyerek                           | 2021. április 9. Windsori kastély aged 99          |
| Károly királyi herceg Windsor-ház 2021–2022 Walesi herceg (1958), Cornwall hercege (1952), Rothesay hercege (1952)                                           | Prince Charles           | 1948. november 14. Buckingham-palota, London Fülöp herceg és II. Erzsébet brit királynő fia         | Diána walesi hercegné 1981. július 29. 2 children Elváltak: 1996. augusztus 28. |                                                    |
| Károly királyi herceg Windsor-ház 2021–2022 Walesi herceg (1958), Cornwall hercege (1952), Rothesay hercege (1952)                                           | Prince Charles           | 1948. november 14. Buckingham-palota, London Fülöp herceg és II. Erzsébet brit királynő fia         | Camilla Parker Bowles 2005. április 9. nincs utód                               |                                                    |
| Károly herceg 2022-ben II. Erzsébet halálakor III. Károly brit király néven trónra lépett és címei beolvadtak a koronába                                     |                          | |                                                                                 |                                                    |
| Eduárd királyi herceg Windsor-ház 2023– Wessex grófja (és Severn vikomtja) (1999), Forfar grófja (2019)                                                      | Prince Edward            | 1964. március 10. Buckingham-palota, London Fülöp herceg és II. Erzsébet brit királynő fia          | Sophie Rhys-Jones 1999. június 19. 2 gyerek                                     |                                                    |
| A cím nem örökölhető, életre szól. |                          | |                                                                                 |                                                    |

## Címer
Edinburh hercegeinek a címerei.

Frederick walesi herceg
III. György brit király
Alfréd szász–coburg–gothai herceg
Fülöp edinburgh-i herceg
III. Károly brit király
Eduárd edinburgh-i herceg

## Film
Kitalált Edinburgh hercege szerepel az 1983-as Fekete Vipera (The Black Adder) című vígjátéksorozatban. A címszereplőt, Edmund herceget Rowan Atkinson alakítja, aki apjától, a fiktív IV. Richárd angol királytól kapja meg az Edinburgh hercege címet.

## Fordítás
- 2024, a szócikk létrehozása: Ez a szócikk részben vagy egészben  a   Duke of Edinburgh című angol Wikipédia-szócikk ezen változatának fordításán alapul.  Az eredeti cikk szerkesztőit annak laptörténete sorolja fel. Ez a jelzés csupán a megfogalmazás eredetét és a szerzői jogokat jelzi, nem szolgál a cikkben szereplő információk forrásmegjelöléseként.